# Szentong
Szentong (z języka tybetańskiego w tłumaczeniu na polski „Pustość Innego”) – tybetańska doktryna związana z madhjamaką integrująca przekaz Nagardżuny „Środkowej Ścieżki” z przekazem Asangi o naturze Buddy. Według szkoły buddyzmu tybetańskiego dzionang i niektórych szkół kagyu i nyingma jest to najdokładniejsza i wyczerpująca doktryna madhjamaki, która inne doktryny madhjamaki określa jako rangtong (w tłumaczeniu z tybetańskiego „Pustość Siebie”).

## Geneza
Twórcą doktryny szentong był tybetański uczony i mistrz tantryczny Dolpopa Sherab Gyaltsen (1292-1361 r. n.e.) wywodzący się z tradycji sakja, uważany również za współzałożyciela tradycji dzionang buddyzmu tybetańskiego. Jednym z pierwszych przedstawicieli doktryny szentong był współtwórca dzionang z XI w. n.e. tybetański mistrz Jumo Mikjo Dordże, wielki adept Kalaczakry oraz uczeń wielkiego mistrza tantr i scholastyka z Kaszmiru Somanatha.
Znaczącymi postaciami szentong byli VII Karmapa Chodrak Gyamtso (1454-1506) oraz scholastyk Sakya Chokden (gser-mdog-pan-chen Sakya mchog-ldan, 1428-1507) tradycji sakja.
Najbardziej uznaną postacią szentong był natomiast Tāranātha [1575-1635], mistrz dzionang i odnowiciel buddyzmu tybetańskiego na pograniczu XVI i XVII w.
Obecnie szentong swoją popularność zawdzięcza encyklopedycznym dziełom mistrza Dziamgon Kongtrul Lodro Thaje (1813-1899), współtwórcy ruchu rime oraz niektórym współczesnym mistrzom kagju i ningma, m.in. Kalu Rinpocze (1905-1989) i żyjącemu obecnie Khenpo Tsultrim Gyamtso Rinpocze.

### Sutry związane z szentong
Według zwolenników szentong doktryna ta wywodzi się od Buddy, a przekaz ten istnieje zarówno w tradycji sutr, jak i tantr. Dogłębna wykładnia poglądu zawarta jest w sutrach Trzeciego obrotu Kołem Dharmy (nazywanych również „Sutrami Esencji”) oraz w szczególności w naukach tantry kalachakra.
W skład Sutr Esencji wchodzą:
1. Maha Parinirvana Sutra
2. Srimaladevi Simhananda Sutra
3. Tathagatagarbha Sutra
4. Samadhi Nirmochana Sutra
5. Arya Dharanish Vararaja Sutra   (znana także jako Tathagata Mahakaruna Nirdeśa Sutra)
6. Anguli Malya Sutra
7. Jnana Loka Lamkara Sutra
8. Anuna Trapur Natvanirdeśa Parivarta Sutra
9. Mahabjeri Sutra
10. Avikalpa Pravesha Dharani Sutra

Wśród wymienionych sutr, Tathagatagarbha Sutra uważana jest za pierwszą sutrę, w której Budda nauczał o naturze buddy (skt. tathagatagarbha). Sutry Srimaladevi Simhananda oraz Samadhi Nirmochana Sutra były niezwykle wpływowe, mimo tego pojawiły się później. Ostatnią sutrą która została przekazana tuż przed śmiercią Buddy jest Maha Parinirvana Sutra.
Dodatkowo oprócz Sutr Esencji, istnieją jeszcze dwie, które w szeroki sposób objaśniają zarówno pogląd reprezentowany później przez szkołę cittamatry, jak i pogląd szentong:
1. Lankavatara Sutra
2. Avatamsaka Sutra

### Siastry związane z szentong
Wśród siastr (filozoficznych tekstów buddyjskich – traktatów) słynnymi pracami opisującymi nauki o naturze buddy są teksty Asangi pod wpływem nauk Maitrei:
- Yogācara-bhūmi-śāstra
- Ozdoba dla Sutr Wielkiej Drogi (skt. Mahāyāna-sūtrālamkāra-kārikā, tyb. theg pa chen po’i mdo sde’i rgyan)
- Rozróżniając Zjawiska i Czystą Istotę (skt. Dharma-dharmatā-vibhāga, tyb. chos dang chos nyid rnam par 'byed pa)
- Rozróżniając Środek i Skrajności (skt. Madhyānta-vibhāga-kārikā, tyb. dbus dang mtha’ rnam par 'byed pa)
- Ozdoba dla Czystej Realizacji (skt. Abhisamaya-alamkāra, tyb. mngon par rtogs pa’i rgyan)
- Wspaniała Kontynuacja Wielkiej Drogi (skt. Ratna-gotra-vibhāga, znana także jako Uttara-tantra-shastra, tyb. theg pa chen po rgyud bla ma’i bstan)

Ostatnie pięć prac nazywanych jest wspólnie „Pięcioma Dharmami Maitrei”, a za ich autora uważany jest często Maitreya, Asanga lub obaj filozofowie. Stanowią one nauki szkoły yogacary. Teksty te zawierają zarówno poglądy doktryny cittamatry, jak i szentong. Oponenci ze szkoły gelug identyfikują te teksty wyłącznie z doktryną cittamatry i nie rozróżniają obu filozofii.

### Szkoła dzionang
Jedną z najbardziej znanych szkół wyznających pogląd szentong była szkoła dzionang buddyzmu tybetańskiego. Korzenie przekazu tej szkoły w Tybecie sięgają XII wieku i nauk mistrza Jumo Mikjo Dordże, ale znana stała się dzięki aktywności mistrza Dolpopy, który wcześniej praktykował w szkole sakya. Szczególnym przekazem tej szkoły jest właśnie doktryna szentong, która nauczana jest często wraz z tantrą kalachakra (tyb. Duki Korlo). Za wielkich mistrzów szentong i autorów wielu tekstów wyjaśniających ten pogląd uważani są dzierżawcy tej szkoły – Dolpopa Szierab Gjaltsen i Taranatha.

### Szentong według Dolpopy
Jednym z największych eksponentów szentong był tybetański mistrz Dolpopa Szerab Dzialtsen. Rozróżnienie dwóch rodzajów pustki można znaleźć w jednym z jego najważniejszych tekstów, noszącym tytuł: „Czwarte Zgromadzenie” (tyb. Bka’ bdu bzhi pa):
„W tej tradycji nie wszystko jest pozbawione swojej własnej natury. Dokładnie rozróżniając „pustkę własnej natury” i „pustkę innego”, cokolwiek jest względne, jest uważane za pozbawione własnej natury, a to, co jest absolutne jest uważane za całkowicie pozbawione innego”.
Pustka wszystkich zjawisk nie jest tym, co istnieje ostatecznie – ostatecznie istnieje natomiast Natura Buddy (skt. tathagatagarbha, tyb. de gshegs snying po), której synonimami są też: stan prawdy (skt. dharmakaya, tyb. czos sku) lub Umysł Mądrości Buddy.
Rozmaite określenia ostatecznej rzeczywistości wymienia Dolpopa, mówiąc że jest nią:
„..cokolwiek jest uznawane za będące ostatecznym, głębokim sposobem rzeczywistości, takim jak absolutna przestrzeń rzeczywistości, takość, naturalne promieniujące światło, naturalne współpowstawanie, naturalny niezmienny stan, ostateczne ciało rzeczywistości buddy, ostateczna doskonałość transcendentnej mądrości, ostateczna Madhyamaka, ostateczna nirwana, ostateczne wielkie oświecenie, ostateczny Budda, ostateczna Dharma, ostateczna Sangha...”
Inaczej o tej ostatecznej rzeczywistości można też powiedzieć, że jest to zarazem pustka i świetlistość (klarowność), która jest doświadczana przez samo powstającą świadomość (uważność), nie uwarunkowaną istnieniem jakiegokolwiek przedmiotu świadomości.
To ciało prawdy (skt. dharmakaya) jest zarazem podstawą (skt. alaya jnana, tyb. kun gzhi ye shes) dzięki której wszystkie zjawiska mogą się wydarzyć i jest warunkiem istnienia zarówno samsary, jak i nirwany. Nie jest przyczyną samsary, ale bez niej nic nie mogłoby się wydarzyć, także samsara, dlatego mówi się, że jest jej podstawą.
Termin alaya-jnana (skt.), czyli mądrość wszechpodstawy, jest terminem użytym po raz pierwszy przez Dolpopę, w opozycji do terminu alaya-vijnana, dobrze znanego w filozofii cittamatry. Alaya-vijnana, to według szentongpów mądrość wszechpodstawy w swym splamionym stanie. Jest ona w naturalny sposób obecna w umysłach wszystkich czujących istot i jeżeli na drodze duchowej ścieżki zostanie oczyszczona z wszelkich splamień, wszelkie doskonałe duchowe właściwości uzewnętrznią się. Te wszystkie splamienia – rozmaite stany umysłu związane ze światowym, zwykłym istnieniem, choć zakrywają doskonale czystą naturę Buddy, są w istocie puste (tyb. rang stong), niesubstancjalne. Dlatego można je usunąć, a wówczas ukaże się natura Buddy, umysł mądrości Buddy (alaya-jnana), który jest pozbawiony wszystkich złożonych zjawisk (tyb. gzhan stong), nie pozbawiony jednak własnej natury.

## Charakterystyka szentong

### Szentong jako madhjamaka
Pogląd szentong uznaje istnienie ostatecznej rzeczywistości, natury buddy będącej ostateczną esencją wszystkich zjawisk i umysłu. Opisuje ją jako Przejrzyste Światło, doskonałą, pełną oświeconych cech absolutną rzeczywistość, która jednak nie może być zanegowana koncepcjami. W odróżnieniu od doktryny „pustki wszystkich zjawisk” (skt. śunjata), nazywany jest „pustką od innego”, tj. wolną od koncepcji, które wciąż utrzymują pozostałe szkoły madhyamaka.
Szentong nazywana jest przez zwolenników jako Wielka Droga Środka (skt. Maha Madhyamaka), gdyż nie tylko tak jak Prasangika naucza o wolności od konceptualnych wytworów, gdzie tylko się neguje mylne poglądy, ale również opisuje naturę umysłu jako wolną od konceptualnych wytworów.
Najważniejszym wyróżnikiem szentong jest pojęcie dwóch sposobów istnienia pustki. Rozróżnia się „pustkę własnej natury”, inaczej rangtong (transliteracja Wyliego. rang stong), która charakteryzuje wszystkie relatywne zjawiska i „pustkę innego”, inaczej szentong (transliteracja Wyliego. gzhan stong), która opisuje ostateczną rzeczywistość (sansk. dharmata, tyb. chos nyid). Pustka własnej natury mówi o tym, że zjawiska nie istnieją w sposób samoistny i są jedynie bytami stworzonymi konceptualnie. Ich istnienie jest uwarunkowane przyczynami i warunkami, nie mają więc swojego własnego, niezależnego istnienia. Taki sposób istnienia zjawisk (dharm) odpowiada prawdzie relatywnej (tyb. kun rdzob). To, co jest treścią prawdy relatywnej, jest tymczasowe, podlegające prawu współzależnego powstawania, złożone i nieistniejące samoistnie. Prawda relatywna scharakteryzowana została jako rangtong, co jest skrótem wyrażenia rang rang gi ngo bos stong pa – „wszystko pozbawione własnej natury”. Ta konstatacja może być uzyskana na drodze logicznego rozumowania i jest zgodna np. z opisem świata wyłaniającym się z teorii i eksperymentów współczesnej fizyki.
Ostateczna rzeczywistość, powiązana z prawdą ostateczną, jest opisywana przez „pustkę od innego”. Jest ona niezmienna, wieczna, niezłożona, przekraczająca prawo współzależnego powstawania i całkowicie pozbawiona (pusta od) zasłon i błędów, które są złożone i nietrwałe, a także wolna od wszelkich relatywnych zjawisk. W stosunku do ostatecznej natury można użyć określenia „pusta” tylko w takim znaczeniu, że jest ona wolna od splamień.

### Szentong a rangtong
Oto najważniejsze różnice między filozofią rangtong a szentong:
- Negowanie poglądów na sposób szkoły prasangika jest niewystarczające, aby opisać ostateczną doskonałą niekonceptualną rzeczywistość, która jest np. podstawą dla buddyjskich praktyk tantrycznych, gdzie praktykuje się na niekonceptualną naturę umysłu – przejrzyste światło.
- Szentong udowadnia, że niemożliwe jest zanegowanie tego, co szentong uznaje za „prawdę ostateczną”, tzn. istnienie wolnej od pojęć, niekonceptualnej natury buddy.
- Szentong uważa, że eksponenci prasangika i swatantrika, którzy nie wykazują istnienia natury buddy, nie są w stanie wyjaśnić doświadczenia ostatecznej rzeczywistości. Jest to doświadczenie medytacyjne, które całkowicie przekracza wszelkie koncepcje i idee, jest rozpoznaniem mądrości buddy, czy też innymi słowy „czystego światła natury umysłu”. Doświadczenie to jest dla szentongpów kwintesencją medytacji. Osiągnięcie go byłoby niemożliwe, gdyby negowało się istnienie natury umysłu (natury buddy), którą należy rozpoznać. Dzięki właściwej praktyce natura umysłu objawia się samoistnie (skt. svayambhu).
- Szentong służy jako antidotum, jeśli medytujący zbytnio przyzwyczaja się do negowania wszelkich doświadczeń i w efekcie nie dostrzega doskonałych właściwości dharmakai. Z kolei rangtong jest konieczny wówczas, gdy adept niewłaściwie rozumie sposób, w jaki istnieje natura buddy, prawdziwa pustka, czy mądrość buddy.
- Według szentong wszystkie uwarunkowane zjawiska są puste, z wyjątkiem natury buddy (skt. Tathagatagarbha), która jest przejrzystym światłem i jako jedyna jest absolutnie rzeczywista. Stoi to w opozycji do omylnie rozumianej koncepcji pustości (skt. Sunjata), jako nicości (na sposób nihilizmu). Nauki o naturze Buddy według szentong nie przeczą wcale właściwemu zrozumieniu filozofii Środkowej Ścieżki (skt. madhyamaka), ale są jako uzupełnienie w celu kompleksowego opisania natury rzeczywistości (patrz: Natura Buddy, a „pustość”).
- Trzy stany buddy (dharmakaja, nirmanakaja, sambhogakaja) według poglądu szentong nie rozwijają się dzięki praktyce, lecz są od zawsze obecne w umyśle każdej istoty.

### Szentong a cittamatra
Szentong często mylony jest z inną buddyjską filozofią – czittamatry (dosłownie: „Tylko umysł”). Zgodnie z tym poglądem ostateczną rzeczywistością jest umysł-świadomość, a wszystko inne jest relatywne.
Podstawowe tezy filozofii czittamatry:
Cittamatra wyróżnia trzy aspekty rzeczywistości:
1. aspekt „wyobrażony”, odnoszący się do nazw przypisywanych na zjawiska i omylnego doświadczania tych nazw jako zjawisk,
2. aspekty „zależny”, odnoszący się do zjawisk umysłu, pojawiających się na skutek karmicznych wrażeń, i tworzących świat doświadczeń mylnie postrzegany jako rzeczywisty,
3. aspekt „doskonale obecny”, utożsamiany ze świadomością, który odnosi się do prawdziwej natury zjawisk jako samoświadomej, samorozświetlającej się niekonceptualnej natury umysłu wolnej od postrzegającego i postrzeganego aspektu doświadczania.

Według czittamatry aspekt „wyobrażony” i „zależny” odnoszą się do prawdy relatywnej, natomiast aspekt „doskonale obecny” odnosi się do prawdy absolutnej.
Istnieją istotne różnice między szentong i cittamatra:
- Szentong również wyróżnia trzy aspekty umysłu, jednak nie akceptuje punktu widzenia cittamatry, że aspekt „doskonale obecny”, objaśniany jako świadomość, jest rzeczywisty. Podobnie jak prasangika i swatantrika, uważa go za pusty, pozbawiony realnej egzystencji.
- Z punktu widzenia szentong, przejrzysty, samoświadomy, pozbawiony koncepcji umysł (skt. jñana), który jest doświadczany w medytacji, jest absolutną rzeczywistością, ale nie świadomością (skt. vijñana). Według szentong świadomość jest zawsze relatywna, i nie jest tym, co zostaje odnalezione przez najwyższą mądrość (skt. prajna).
- Według szentong, kiedy zostaje samoistnie urzeczywistniony umysł mądrości (skt. jňana), nazywany również przejrzystym światłem (skt. prabhasvara), nie może on zostać odnaleziony, a mimo tego jest podstawą wszystkiego (ale nie przyczyną), zarówno pomieszania i cierpienia, jak i błogości i świadomości. Nazywany jest także ostateczną rzeczywistością (skt. dharmata), takością (skt. tathata) lub „naturą buddy” (skt. buddha-dhatu, tathagatagarbha), o której Budda Siakjamuni nauczał w sutrze Nirvana.
- Szentong udowadnia, że natura umysłu nie istnieje w zwykły sposób, ale w sposób wykraczający poza koncepcje, dlatego nie może być zanegowana przez dyskursywne myślenie.
- W szentong używany jest termin alajadżniana, czyli mądrość. Według Dolpopy jest on w opozycji do alajawidżniany, dobrze znanego terminu czittamatry. Alajawidżniana, to według szentongpów mądrość wszechpodstawy w swym splamionym stanie. Jest ona w naturalny sposób obecna w umysłach wszystkich czujących istot i jeżeli na drodze duchowej ścieżki zostanie oczyszczona z wszelkich splamień, wszelkie doskonałe duchowe właściwości uzewnętrznią się.

### Krytyka szentong
Doktrynę szentong często podaje się krytyce w czterech głównych tradycjach buddyzmu tybetańskiego. W szczególności odrzuca ją szkoła gelug, a dychotomię na szentong i rangtong nie uznaje również szkoła sakja. Dwóch uczni Tsongkhapy (1357-1419 r. n.e.) i współzałożycieli gelug Gyaltsab Dzie i Kjedrub Dzie było szczególnie krytycznie nastawionych do szentong, podobnie jak jeden z największych znawców buddyzmu w Tybecie Buton Rinczen (1290-1364) ze szkoły sakja.
Współcześnie znawca madhjamaki S.K. Hookham związana ze szkołą kagju krytykuje ją nazywając „ekskluzywnymi rangtongpami” z powodu stworzonego przez nich rozdziału z podstawowymi dziełami mahajany ze względu na wiarę w istnienie (dosłownie hipostaza) „ostatecznego”. Wielu mistrzów różnych tradycji jest bardzo krytycznych w stosunku do szentong określając ja jako „Madhjamakę Eternalizmu”. Współczesny badacz madhjamaki Karl Brunnhölzl, który studiował u mistrza szentong Khenpo Tsultrim Gyamtso Rinpocze tradycji kagju i ningma, wykazuje niepoprawność terminu „szentong madhjamaki” ze względu, że ortodoksyjna doktryna jogaczary (przekazu Asangi) zawsze była w pełni kompatybilna z madhjamaką, choć często była niesłusznie marginalizowana i przeinaczana. Pierwotnie w Tybecie za czasów wprowadzania tam buddyzmu wielki indyjski pandita Śāntarakṣita (ok. VIII w n.e.), który był opatem słynnego indyjskiego centrum monastycznego Nalanda, nauczał poglądu zwanego „jogaczara-swatantrika-madhjamaka”, który łączył ówczesny mu przekaz Nagardżuny „madhjamaki” z przekazem Asangi o „naturze Buddy”.
W tradycji gelug buddyzmu tybetańskiego najbardziej ceni się pogląd prasangiki. Tsongkhapa (1357-1419 r. n.e.) stosując arumentację reductio ad absurdum inaczej prasanga odrzucał wszelkie autonomiczne stanowiska, włączając całą swatantrikę, jak i szentong, a to co utrzymywał odnosiło się tylko współzależnie w stosunku do tych obalanych stanowisk i nie będąc również jego autonomicznym stanowiskiem. W swym głównym dziele „Lamrim czenmo” napisał:
„My podążamy za zwolennikami systemu prasangiki. Co więcej, jak było wyjaśnione powyżej, obalamy inherentną wrodzoną naturę nawet konwencjonalnie; tym niemniej wszystko co było powiedziane o cyklicznej egzystencji (samsarze) i nirwanie jest w pełni kompatybilne z tym obaleniem. Mając to na uwadze, powinno się poznać wnikliwie wiedzę na temat tego, że cykliczna egzystencja (samsara) i nirwana są nadal możliwe (włączając nauki o naturze buddy do których nawiązuje czittamatra i szentong)”.
W kolejnym dziele „Suktihridaya” (tłumacz. Kwintesencja Zdań Mądrości, język angielski. Essence of Wisdom Words) podsumował błędne stosowanie nazwy rangtong „pustość siebie”:
Dlatego, jeśli nie wykaże się rzeczy i zjawisk jako pozbawionych wrodzonej, inherentnej egzystencji, nawet jeśli taką doktrynę uzna się jako „pustość siebie”, to i tak będzie to nic innego jak „pustość innego” lub szentong”.
Prasangika w analizie stosowanej dla teorii zrozumienia (natury) rzeczywistości i umysłu wykazuje błędne stanowiska na temat jej istnienia poprzez tzw. prawomocne poznanie (język angielski. valid cognitions). W tym celu stosuje argumenty zwane reductio ad absurdum, i czyni to do momentu, aż nie zostaną porzucone wszelkie autonomiczne stanowiska. Prasangika przy tym nie utrzymuje własnego unikalnego stanowiska nie dając możliwości popadnięcie w błąd, który mógłby być również w stosunku do niego wykazany. Wszelkie wykazanie jakiegokolwiek inherentnego istnienia w ostatecznej analizie, tak jak to wykazuje szentong jako „pozbawione innego” czy czittamatra jako „aspekt doskonale obecny”, jest zaprzeczeniem współzależnego przejawienia się zjawisk według madhjamaki i negowane jest argumentacjami reductio ad absurdum. Tym samym kładzie się nacisk na autentyczne bezpośrednie doświadczenie pustości (skt. siunjata) jako ostatecznym przekraczaniu poza wszelkie konceptualne wytwory, które możliwe jest nie poprzez teorie, ale dopiero za pomocą innych metod tj. metod doświadczalnych wadżrajany poprzez praktykę tantr jogi najwyższej.